# Hanna Herman
 (janvier 2024).
Pour les articles homonymes, voir Herman.
Hanna Herman (ou Ganna German ; née le 24 avril 1959 à Kolodrouby, village du raïon de Mykolaïv, dans l’Oblast de Lviv) est une femme journaliste et politique ukrainienne.

## Biographie
Elle a suivi des études à l'Université de Lviv en journalisme. De 1991 à 2004 elle a travaillé Radio Free Europe/Radio Liberty. A partir de 2006 elle a travaillé avec Viktor Ianoukovytch, comme porte parole, cheffe du service de presse ; conseillère du président pour les affaires humanitaires et sociales. Elle était l'une des femmes les plus influentes d'Ukraine. Elle a travaillé avec Paul Manafort.
Elle fut députée des 4e, 5e, 6e et 7e rada ukrainienne.

## Publications
- Pyramides Invisibles (Ukrainian: Піраміди Невидимі), 2003.
- Rouge Atlantis (Ukrainian: Червона Атлантида), 2011.
- La petite fille et les cosmites (Ukrainian: Дівчинка і Косміти), traduit en français chez L'esprit des aigles, 2014.